# Halcyon (гральна консоль)
Halcyon (читається "альці́он", повна назва RDI Halcyon Laserdisc System) — домашня ігрова система, розроблена RDI Video Systems в січні 1985 року. Ігрова система так і не вийшла на ринок через припинення фінансування з боку інвесторів. Було випущено всього лише кілька прототипів для демонстрації її можливостей. Початкова роздрібна ціна повинна була скласти USD $ 2500, що за мірками того часу було дуже дорого.
Ігрова система базувалася на мікропроцесорі Z80 і використовувала як носія лазерні диски, від чого її розмір був співмірний з відеомагнітофоном. Розробники стверджували, що система матиме штучний інтелект подібно до HAL 9000 з фільму Космічна одіссея 2001 року.
Для ігрової системи було заплановано шість ігор, з яких було випущено всього дві: Thayer's Quest і NFL Football.